# کنگو تاکاتا
کنگو تاکاتا (ژاپنی: 高田 健吾؛ زادهٔ ۲۴ اوت ۱۹۸۹) یک بازیکن فوتبال اهل ژاپن است.
از باشگاه‌هایی که در آن بازی کرده‌است می‌توان به باشگاه فوتبال جف یونایتد چیبا و باشگاه فوتبال رینوفا یاماگوچی اشاره کرد.